# Joris Van Severen
Joris Van Severen, né à Wakken, le 19 juillet 1894 et exécuté sommairement à Abbeville, le 20 mai 1940 est un homme politique belge, nationaliste thiois, fondateur et dirigeant du Verdinaso, antisémite notoire. Il est arrêté le 10 mai 1940 dans le cadre de la loi du 22 mars 1940 visant à l'arrestation des éléments susceptibles d'apporter leur soutien à l'ennemi. Évacué de la prison de Bruges vers la France, il est incarcéré dans la cave du kiosque du parc d'Abbeville. À la suite de la destruction de la ville par les Allemands de la 2e Panzerdivision du Generalmajor Rudolf Veiel, il est extrait pour être fusillé, avec vingt autres codétenus, par des militaires français le même jour, le 20 mai 1940.

## Jeunes années
Joris Van Severen est le fils d’Edmond Van Severen et d’Irma van de Maele ; son véritable prénom est Georges, qu’il transformera plus tard en Joris pour lui donner un caractère flamand. Son père est un notable local, notaire et bourgmestre de Wakken, et comme chez de nombreux membres de la bourgeoisie flamande, on s’exprime chez lui en français. Cela n’empêchera pas Joris Van Severen de devenir flamingant, sous l’influence du curé de la localité, Hugo Verriest.
Van Severen poursuit ses études secondaires au collège Sainte-Barbe à Gand, qu’il termine en 1912. Il est membre de l’Algemeen Katholiek Vlaams Studentenverbond (Association générale des étudiants catholiques flamands). Il s’inscrit ensuite à l’université de Gand, où il s’affilie aux Rodenbach's vrienden.
Pendant la Première Guerre mondiale, il est appelé sous les drapeaux. Sa conscience flamande s’y radicalise en raison des conditions qu’il connaît sur le front. Il devient membre du mouvement radical flamand Frontbeweging. Il est alors sanctionné en raison de ses activités politiques.

## Parcours politique
Van Severen entre en politique après la fin du conflit et se présente aux élections pour le Frontpartij. Il est élu député en 1921 et écrit un essai étendu sur le nationalisme flamand dont il devient l’un des idéologues.
Il évolue d’un flamingantisme de gauche et démocratique vers des idées de droite et antidémocratiques. Après l’instauration du suffrage universel (pour les hommes), les attentes du mouvement flamand sont importantes. Le peu de résultats obtenus via la démocratie parlementaire amènent certains, dont Van Severen, à remettre en cause la particratie.
D’une nature taciturne, Van Severen cause cependant, le 29 novembre 1928, un vif incident au parlement où il prononce un discours incendiaire et radicalement anti-belge. Si certains affirment qu’il l’aurait terminé par « La Belgique: qu'elle crève ! », il n’est pas prouvé qu’il ait utilisé ces termes.

## Fondation du Verdinaso
Le 6 octobre 1931, Van Severen fonde le Verdinaso, qui n’est pas un parti politique au sens propre du terme, mais un mouvement basé sur la national-solidarisme et le nationalisme thiois. Le Verdinaso présente toutes les caractéristiques d’un mouvement fasciste : une milice, le Dinaso Militante Orde, le port d’uniformes, l’organisation de défilés, un programme anti-démocratique et un vocabulaire antisémite.
Joris Van Severen dessine lui-même l’uniforme des membres du DMO, dont la casquette typique fait le bonheur des caricaturistes.

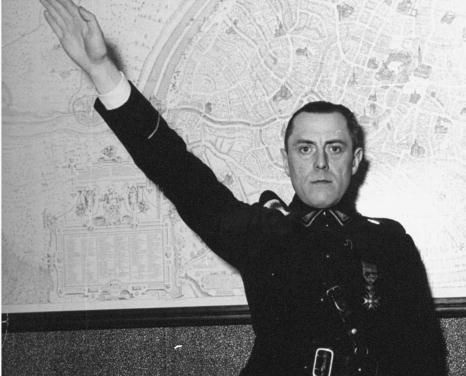
Van Severen faisant le salut romain en uniforme du Verdinaso.

Contrairement au fascisme italien, Van Severen et le Verdinaso prônent une large décentralisation. Le mouvement s’implante également aux Pays-Bas, où il n’atteint pas la même importance qu’en Flandre. Mais cette existence est considérée comme un fait d’armes par le Verdinaso, qui soutient l’union des Pays-Bas et de la Flandre.

## Une nouvelle orientation
L’État belge combat le mouvement militant de Van Severen. À la suite de la répression (perquisitions, interdiction du syndicat Dinaso…), et vraisemblablement à la suite d'une radicalisation idéologique, il abandonne son anti-belgicisme et passe d’une volonté d’union entre les Pays-Bas et la Flandre à celle du regroupement, au sein d’un nouvel état, des Pays-Bas, de la totalité de la Belgique, du Luxembourg et de la Flandre française, sous la direction du roi Léopold III.
Si ce nouveau projet lui attire des soutiens d’hommes politiques attachés à l’unité de la Belgique, comme Pierre Nothomb, il lui attire l’hostilité d’autres mouvements flamands. Le VNV lui reproche d’échanger le nationalisme du peuple (Volksnationalisme) contre un nationalisme d'État et de s’intégrer à l’establishment belge.

## L’exécution sommaire

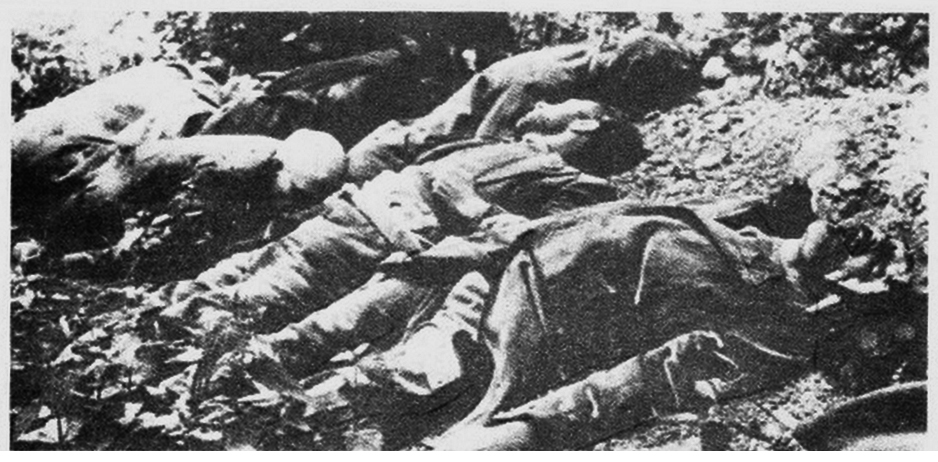
Les corps de Jan Ryckoort, Joris Van Severen, Lucien Monami, René Wéry, et de deux Italiens lors du massacre d'Abbeville.

Malgré l’abandon du discours anti-belge, les milieux traditionnels restent méfiants à l’égard de Van Severen, qui reste profondément antisémite. Juste avant l’invasion par les troupes allemandes, Van Severen est arrêté et emprisonné à Bruges puis compte au nombre des groupes de prisonniers transférés en France devant la progression allemande : un groupe de 78 prisonniers - parmi lesquels Van Severen, son secrétaire, Jan Ryckoort, Léon Degrelle, des espions nazis, quelques innocents, dont des Juifs allemands et bon nombre de collaborateurs - sont transférés de Bruges à Abbeville où ils sont enfermés dans la cave du kiosque à musique. Dans un climat de panique, et à la suite du bombardement meurtrier et violent des Allemands, des militaires français extraient des groupes de deux à quatre prisonniers de leur lieu de détention, pour les abattre sans jugement. Van Severen, qui est un inconnu pour les militaires français, fait partie des 21 victimes exécutées avant qu'un officier arrête ces exécutions sommaires. Les officiers responsables de la tuerie sont traduits par les autorités allemandes en cour martiale à Paris, condamnés à mort et fusillés au mont Valérien en avril 1942.
Quarante ans après la tuerie, après des manigances de groupe de soutien d'extrême-droite, le ministre de la Justice belge aurait présenté ses excuses et reconnu une responsabilité en affirmant, que les prisonniers n’auraient jamais dû être livrés aux soldats français. Après l'analyse correcte de la portée de ces excuses et gêné par le soutien fait par l'État Belge aux deux collaborateurs notoires, le geste ne sera plus répété.[réf. à confirmer]

## Postérité
L'exécution de Van Severen fait éclater le Verdinaso en plusieurs tendances qui se positionnent de manières différentes vis-à-vis de l'occupant allemand, allant de la collaboration et de l'engagement dans la VNV ou la SS Vlaanderen à la résistance belge. 
Van Severen reste un homme qui frappe l’imagination, le plus souvent dans un sens négatif. Son histoire a fait l’objet à plusieurs reprises de romans, de poèmes et de pièces de théâtre.

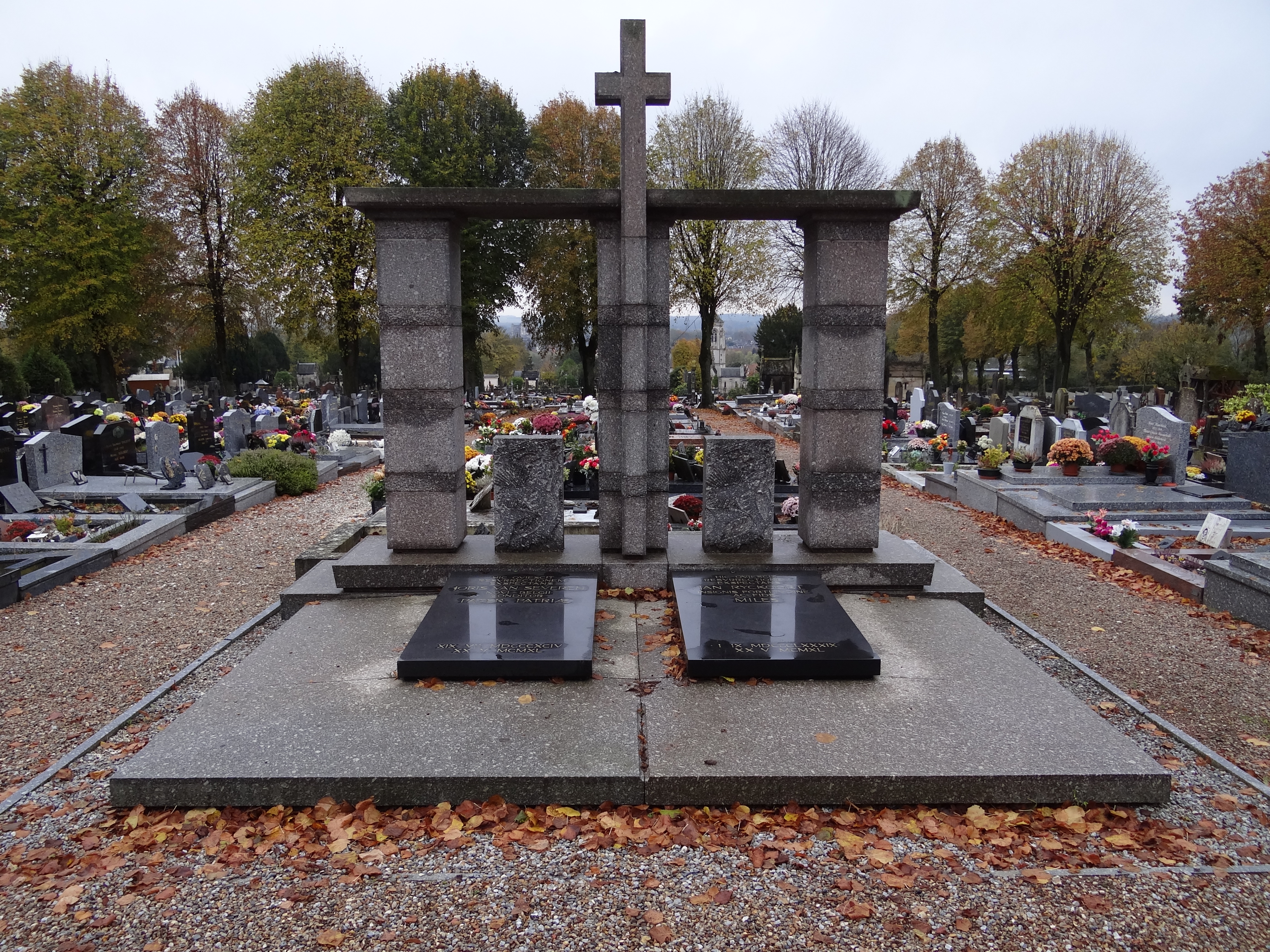
Sépulture de Joris Van Severen et de Rachel Baes au cimetière de la Chapelle d'Abbeville (Somme).

Van Severen a entamé en 1935 une relation amoureuse passionnée avec l'artiste peintre de Bruges, Rachel Baes, devenue ensuite une figure importante des milieux surréalistes, et sa mort la laisse inconsolable. Elle publie en 1966 un livre intitulé Joris Van Severen, une âme, puis, à son décès en 1983, obtient d'être inhumée auprès de lui, au cimetière de la Chapelle d'Abbeville.